# Bernt Johansson
Bernt Johansson (* 18. April 1953 in Tidavad, Gemeinde Mariestad) ist ein ehemaliger Radrennfahrer aus Schweden.

## Sportliche Laufbahn
Johansson begann seine Laufbahn im Alter von zwölf Jahren bei der sogenannten Regierungsmeisterschaft für Anfänger, die er auf Anhieb gewann. Einen ersten internationalen Erfolg hatte er 1973 mit einem Etappensieg im Grand Prix d’Annaba. 1973 und 1974 gewann er das schwedische Eintagesrennen Östgötaloppet, 1975 das Solleröloppet.
Er wurde 1974 in Montreal mit dem schwedischen Team Weltmeister im Mannschaftszeitfahren über 100 Kilometer. 1975 gewann er das britische Milk Race. Im Jahr darauf errang er bei den Olympischen Sommerspielen 1976, wiederum in Montreal, die Goldmedaille im olympischen Straßenrennen und wurde damit nach Harry Stenqvist der zweite Einzelolympiasieger seines Heimatlandes im Straßenradsport. Die Strecke mit einer Länge von 180 Kilometern absolvierte er in vier Stunden, 46 Minuten und 52 Sekunden, damit ließ er den zweitplatzierten Italiener Giuseppe Martinelli um 31 Sekunden hinter sich. Sein Trainer war Curt Söderlund, der ihn nach drei Stürzen bei den vorangegangenen UCI-Weltmeisterschaften überreden musste, seine Laufbahn fortzusetzen. Nach seinem Olympiasieg wurde für ihn in seiner Heimatstadt Mariestad ein Radsportverein, Mariestadscyklisten, gegründet. Sein Vater Harry wurde Vorsitzender des Vereins, der in kurzer Zeit einen starken Mitgliederzuwachs erhielt.
Nachdem er nach seinem Olympiasieg ins Profilager gewechselt war, belegte er 1977 in der Gesamtwertung des Giro dell’Emilia den zweiten sowie beim Giro d’Italia und beim Giro del Piemonte jeweils den dritten Platz. Im folgenden Jahr gewann er den Giro dell’Emilia und wurde Zweiter bei der Lombardei-Rundfahrt. 1977 und 1978 siegte er im Grand Prix Forlì. 1979 erreichte er beim Giro dell’Appennino und beim Giro d’Italia jeweils den dritten Rang. Zwei Jahre später beendete er seine aktive Laufbahn.

## Ehrungen
1976 wurde er (gemeinsam mit dem Olympiasieger in der Leichtathletik Anders Gärderud) zum Sportler des Jahres in Schweden gewählt.